# Thrypticomyia fumidapicalis
Thrypticomyia fumidapicalis är en tvåvingeart som först beskrevs av Alexander 1921.  Thrypticomyia fumidapicalis ingår i släktet Thrypticomyia och familjen småharkrankar. Inga underarter finns listade i Catalogue of Life.